# Kyuss
A Kyuss (/kaɪ.əs/ KY-əs) amerikai rockegyüttes, melyet Josh Homme (gitár), John Garcia (ének), Brant Björk (dob) és Chris Cockrell (basszusgitár) alapított a Kalifornia állambeli Palm Desertben. 1990-ben, a Sons of Kyuss EP kiadása után a zenekar lerövidítette a nevét Kyussra, és felvették Nick Oliveri basszusgitárost. Az elkövetkező öt évben négy teljes albumot és egy utolsó közös EP-t adott ki 1997-ben a Kyuss és az újonnan alakult Queens of the Stone Age. Ez megszüntette az elvarratlan szálakat és átadta a helyét a Queens of the Stone Age-nek, amely egykor teljes egészében ex-Kyuss-tagokból állt.
A zenekar 1992-ben kirúgta Nick Oliverit, a helyére Scott Reeder állt, közvetlenül azelőtt, hogy kiadták volna a Blues for the Red Sunt. Brant Björk 1993-ban úgy döntött, hogy elhagyja a zenekart kreatív különbségekre hivatkozva, őt váltotta Alfredo Hernandez, a szintén Palm Desert-beli Yawning Manből. Egyedül John Garcia és Josh Homme voltak állandó tagok a zenekar életében. A Kyuss végül 1995-ben feloszlott, korábbi tagjai azóta számos figyelemre méltó együttesben játszanak, beleértve a Queens of the Stone Age, Fu Manchu, Dwarves, Eagles of Death Metal, Mondo Generator, Hermano, Unida, Slo Burn és a Them Crooked Vultures zenekarokat.
2010 novemberében három egykori tag (kivéve Homme-ot) újraegyesült a "Kyuss Lives!" név alatt egy világ körüli turné erejéig. Egy Homme által benyújtott szövetségi pert követően Oliveri kénytelen volt elhagyni a zenekart 2012 márciusában, öt hónappal később a bíróság kimondta, hogy Garcia és Björk nem készíthet hangfelvételeket Kyuss Lives! néven. Ennek eredményeként a nevüket Vista Chinóra változtatták.

## Történet

### Katzenjammer és Sons of Kyuss (1987–1991)
A zenekar 1987-ben alakult Katzenjammer néven (német szleng: "Másnaposok" [archaikus]), mielőtt váltottak volna Sons of Kyussra. Brant Björk választotta a nevet az Advanced Dungeons & Dragons szerepjátékkönyv élőhalott szörnyetegéről. 1989-ben a zenekar felvette a névadó debütáló EP-jét Sons of Kyuss címmel, ami az egyetlen kiadás volt Chris Cockrell basszusgitárossal. Miután önerőből kiadták az EP-t 1990-ben, a zenekar felvette Nick Oliveri – aki korábban ritmusgitárosként játszott a Katzenjammer-időszakban – helyett Cockrellt basszusgitározni, és lerövidítették a nevüket Kyussra.

### Kyuss (1991–1995)
A Kyuss első felállását az énekes John Garcia, a gitáros Joshua Homme, a basszusgitáros Nick Oliveri és a dobos Brant Björk alkotta. A zenekar fokozatosan építette a helyi rajongótáborát Palm Desertben, Kaliforniában, és gyakran felléptek a dél-kaliforniai elszigetelt települések sivatagi területein. Ezek a rögtönzött és főleg szabadtéri koncertek, melyeket a helyiek csak "generátor partiknak" emlegettek, kis tömegből, sörözésből, és benzines generátorokkal működtetett villamos berendezések használatából állt. Homme megjegyezte, a sivatag "alakító tényezője volt a bandának", megjegyezve, hogy "itt nincsenek klubok, így csak ingyen tudunk játszani. Ha az emberek nem szeretnek téged, megmondják. Nem lehet szívni."
A zenekar ezután aláírt egy szerződést a Dalival, egy független lemezkiadóval, mellyel 1991 szeptemberében megjelent debütáló albumuk, a
Wretch. A Sons of Kyuss EP több dalának újra felvett változatai jelentek meg az albumon. Az album eladásai lassú ütemben növekedtek, bár
a zenekar hamar ismertté tette nevét a fellépéseivel. A gitáros Josh Homme hamarosan hírnevet szerzett egyedülálló lehangolt, pszichedelikus gitárstílusáért, és elektromos gitárral basszusgitár-erősítőn létrehozott mély hangzásért.
1992-ben a zenekar valamint az új producer, Chris Goss elkezdett dolgozni a következő albumon, a Blues for the Red Sunon. Goss megértette a zenekar igényeit, és képes volt pontosan előállítani az élő hangzást a stúdióban. A júniusban kiadott albumot kritikusan üdvözölték, de ma egy úttörő stoner rock albumként tartják számon. 1993 végén meghívást kaptak, hogy a Metallica ausztráliai turnéján előzenekarként lépjenek fel kilenc koncerten. A stoner rock keresztapjaként számon tartott Black Sabbathtal való összehasonlítás általánossá vált, bár Homme azt állította, hogy keveset tudnak a zenekarról, de Björk kijelentette, őt és Oliverit nagymértékben befolyásolta a brit zenekar.
Az album befejezését követően Oliveri elhagyta a zenekart, de Scott Reeder, aki megkereste a csatlakozás miatt a Kyusst öt-hat hónappal korábban az Obsessed nyugati parti turnéján, már a Blues for the Red Sun megjelenési partiján debütált.
A zenekar ezután aláírt a tekintélyesebb Elektra Recordshoz miután a Dali Recordsot pénzügyi problémák miatt felvásárolta az Elektra. 1994-ben megjelent az első jelentősebb stúdióalbumuk, a "Kyuss". Eredetileg Pools Of Mercury lett volna a címe, de a rajongók körében Welcome to Sky Valley-ként híresült el. A lemezcég és a zenekar keverője egy teljes évet dolgozott az albumon, melyet 1993-ban vettek fel. Ismét Chris Goss-szal dolgoztak, aki kritikai elismerést kapott a sokkal pszichedelikusabb és érettebb hangzásért. Azonban személyes problémák merültek fel és a dobos Brant Björk elhagyta a zenekart a felvételek befejezését követően. Björk a turnézás iránti rendkívüli ellenszenvére hivatkozott, különösen a zenekar tagjai közötti problémák miatt, melyeket a hosszabb ideig tartó úton lét okozott. Őt váltotta Alfredo Hernández, aki korábban játszott Reederrel az Across the Riverben a 80-as évek közepén. 1995 júliusában kiadták a negyedik és egyben utolsó albumukat, az ...And the Circus Leaves Townt. Egy videóklipet készítettek a "One Inch Man"-hez, az album egyetlen hivatalos single-jéhez. Az album nem volt olyan sikeres, mint a Welcome to Sky Valley, ezért sok langyos véleményt kapott. 3 hónappal a kiadás után a Kyuss feloszlott. A válogatás-EP 1997-ben jelent meg kislemezekkel, és B-oldalakkal.
A zenekar 1995-ös feloszlása után a rajongók körében gyakran feltámadt a visszatérés gondolata. Amikor 2004 végén megkérdezték, hogy a zenekar újraegyesül-e valaha, Homme azt válaszolta, nem valószínű, hogy megtörténik a közeljövőben. Azonban 2005. december 20-án Garcia vendégként lépett fel a Queens of the Stone Age koncertjén a Wiltern LG-ben, Los Angelesben. Közösen előadtak három Kyuss-számot: a Thumbot, a Hurricane-t, és a Supa Scoopa and Mighty Scoopot. A zenekar állítólag számos ajánlatot kapott, hogy újra az eredeti felállásban játsszanak, de mindet elutasították.

### A feloszlás után (1996-tól napjainkig)
Röviddel azután, hogy a feloszlottak, Homme együtt turnézott a Screaming Trees ritmusgitárosával, és elkezdtek dolgozni a Desert Sessions-projekten, mely azóta is tart. 1997 decemberében megjelent egy közös kislemez, melyen három Kyuss-szám ("Into the Void" – Black Sabbath-feldolgozás –, "Fatso Forgotso" és a "Flip the Phase"), valamint három Queens of the Stone Age-szám ("If Only Everything", "Born to Hula" és "Spiders & Vinegaroons") szerepelt. Homme és Hernandez 1998-ban megalapította a Queens of the Stone Age-t, majd felvették Oliverit, miután befejezte debütáló albumát.
Hernandez később játszott a Yawning Manben, a Chében és az Orquestra Del Desiertóban, míg Oliveri megalapította saját zenekarát, a Mondo Generatort, aminek névadója az egyetlen Kyuss-dal, amit teljes egészében ő írt. Brant Björk létrehozta a Brant Björk and the Brost, több albumot rögzített a Fu Manchuval és a Mondo Generatorral, és felvett néhány szólóalbumot.
John Garcia a Slo Burnben folytatta, a zenekar rövid életű volt, és csak egy EP-jük jelent meg, "Amusing the Amazing" címmel, mielőtt 1997 szeptemberében feloszlottak. Rövid ideig a Karma to Burnnel is közreműködött. 1998-ban elkezdett dolgozni a Unida zenekarral, felvettek egy EP-t, egy LP-t és egy kiadatlan albumot. Ezzel egy időben kezdte működését a Hermano zenekar, melynek három nagylemeze és egy élő albuma jelent meg. 2014-ben Garcia elkészült első szólóalbumával.
1997-ben Homme, Björk, és Oliveri felvett három dalt is ("13th Floor", "Simple Exploding Man", és "Cocaine Rodeo") a Mondo Generator debütáló albumára, a Cocaine Rodeóra, ami 2000-ben jelent meg.
2000-ben egy válogatásalbumot adtak ki "Muchas Gracias: The Best of Kyuss" címmel. Az album egy válogatás a zenekar kislemezeiből, B-oldalakból és élő felvételekből.
Bár a Kyuss meghagyott néhány "ritkaságot", melyek közül néhány meg is jelent a Muchas Graciason, további lemezeket nem valószínű, hogy kiadnak. John Garcia erről beszélt a Billboard.com-nak egy 2005-ös interjúban:
"Nem tudom elképzelni, hogy azok a dalok kijönnének bármikor a közeljövőben. Mindenki túl elfoglalt ahhoz, hogy ilyesmivel foglalkozzon."
2010-ben bejelentették az európai "John Garcia plays Kyuss" turnét. 2010 júniusában az egykori Kyuss-tagok, Nick Oliveri és Brant Björk csatlakozott Garciához, hogy eljátsszák a "Green Machine"-t és a "Gardenia"-t főzenekarként a franciaországi Hellfesten.
2010 novemberében Garcia, Oliveri és Björk bejelentette, hogy koncertturnéra indulnak "Kyuss Lives!" néven Bruno Fevery gitárossal kiegészülve. Tekintettel az új zenekar nevére, Garcia leszögezte, hogy "soha nem lesz Kyuss Josh Homme nélkül", és hogy "remélhetőleg a jövőben ő és én írunk még közös számokat". A zenekar folytatta a turnéját Európában, Ausztráliában, valamint Észak- és Dél-Amerikában. A zenekar ezután bejelentette, hogy 2012-ben megjelenő új stúdióalbumán kívül egy élő albumot is piacra dob.
Azonban 2012 márciusában kiderült, hogy Josh Homme, miután meggyőzte Scott Reedert, hogy támogassa őt, benyújtott egy szövetségi pert John Garcia és Brant Björk ellen "védjegybitorlás és fogyasztók megtévesztése" miatt a Kyuss név használata felett, annak ellenére, hogy eredetileg Brant Björk alkotta meg a zenekar nevét.
Nick Oliveri elhagyta a Kyusst, miután kiderült, hogy Garcia és Björk megpróbálta átvenni az irányítást a Kyuss védjegye felett.
2012 augusztusában a bíróság kimondta, hogy Garcia és Björk nem készíthetnek élő vagy stúdiófelvételeket Kyuss Lives! név alatt. Míg továbbra is használhatják a nevet élő fellépéseken, a bíró kijelentette, hogy kérdésekkel kerülhetnek szembe a jövőben, és "lehet, hogy a felperesek érdekében áll, hogy másik néven folytassák a márkaépítést". 2012. november 29-én bejelentették, hogy a Kyuss Lives! megváltoztatta a nevét Vista Chinóra.

## Diszkográfia
- Wretch (1991)
- Blues for the Red Sun (1992)
- Welcome to Sky Valley (1994)
- ...And the Circus Leaves Town (1995)

## Tagok
- Josh Homme – gitár (1987–1995)
- John Garcia – ének (1987–1995)
- Brant Bjork – dobok, ütőhangszerek (1987–1993)
- Chris Cockrell – basszusgitár (1987–1991)
- Nick Oliveri – gitár (1987–1988), bass (1991–1992)
- Scott Reeder – basszusgitár (1992–1995)
- Alfredo Hernández – dobok, ütőhangszerek (1993–1995)

### Felállások
| 1987-1989 Katzenjammer  | - John Garcia – ének - Josh Homme – szólógitár - Nick Oliveri – ritmusgitár - Chris Cockrell – basszusgitár - Brant Bjork – dobok, ütőhangszerek |
| 1989–1991 Sons of Kyuss | - John Garcia – ének - Josh Homme – gitár - Chris Cockrell – basszusgitár - Brant Bjork – dobok, ütőhangszerek                                   |
| 1991-1992               | - John Garcia – ének - Josh Homme – gitár - Nick Oliveri – basszusgitár - Brant Bjork – dobok, ütőhangszerek                                     |
| 1992-1993               | - John Garcia – ének - Josh Homme – gitár - Scott Reeder – basszusgitár - Brant Bjork – dobok, ütőhangszerek                                     |
| 1993-1995               | - John Garcia – ének - Josh Homme – gitár - Scott Reeder – basszusgitár - Alfredo Hernández – dobok, ütőhangszerek                               |